# Гаргалло
Гаргалло (итал. Gargallo) — коммуна в Италии, располагается в регионе Пьемонт, в провинции Новара.
Население составляет 1673 человека (2008 г.), плотность населения составляет 558 чел./км². Занимает площадь 3 км². Почтовый индекс — 28010. Телефонный код — 0322.
Покровителем коммуны почитается святой апостол Пётр, празднование 29 июня.

## Демография
Динамика населения:

## Администрация коммуны
- Официальный сайт: http://www.comune.gargallo.no.it